# 劉元珍
劉元珍（1571年—1621年），字伯先，又字本孺，號楚磐，南直隸無錫縣（今江蘇無錫市）人。明朝政治人物，官至光祿寺少卿。“東林八君子”之一。

## 生平
萬曆十九年（1591年）辛卯科應天鄉試舉人，二十三年（1595年）乙未科進士。初授南京禮部主事，進郎中，以親老歸養。二十八年（1600年）起為南京兵部職方司郎中，淘汰老弱營軍，每年省銀二萬。萬曆三十三年（1605年）乙巳京察，上疏抨擊大學士沈一貫破坏典制，庇奸欺君诸不法事，留中不發。不久，神宗遷怒元珍等，除名。元珍罷歸，以講學為事。
光宗即位，元珍起為光祿寺少卿，卒於官。《明史》有傳。

## 著作
有《文訣》、《文衡》、《依庸絮語》、《三畏堂》、《素業湖畔》、《逸農遺稿》等。

## 延伸阅读
[在维基数据编辑]
 《明史卷二百三十一》，出自《明史》